# Trudy Richards
Gertrude „Trudy“ Richards Moreau (* 25. April 1920 in New York City, New York; † 4. April 2008) war eine US-amerikanische Pop- und Jazzsängerin, die ihre größte Popularität in den 1950er-Jahren hatte.

## Leben und Wirken
Richards begann ihre Karriere als Begleitsängerin, dann als Bandvokalistin des Charlie Barnet Orchestra, u. a. zu hören in „Easy Living“ und „Gloomy Sunday“ (Capitol, 1949), bei denen sie sich stilistisch an Billie Holiday anlehnte. 1950 arbeitete sie bei Artie Shaw und Sy Oliver („Nashville Blues“). 1950/51 spielte sie mehrere Singles für MGM Records ein, wie „Hawaii“, „That's How Our Love Will Grow“ (mit Ray Charles) und „I'll Be All Smiles Tonight“. Anfang der 1950er Jahre nahm sie zunächst eine Reihe von Schallplatten für kleinere Label ein, wie „Bye Bye Blackbird“ (mit Tony Scott) „The Breeze (That's Bringin' My Honey Back to Me)“ und „I Can't Love You Anymore“ (mit dem Eddie Wilcox Orchester) und „Sugar-Loaf Junction“ für Derby, bevor sie von Decca Records unter Vertrag genommen wurde. Auf dem Label legte sie ab 1952 mehrere Singles wie „I Don't Mind“ (mit George Barnes), „Go ’Way from My Window“, „I Never Loved Anyone But You“ und „I Waited a Little Too Long“ vor, u. a. begleitet von Artie Shaw, Elliot Lawrence und Sy Oliver. Auf Jubilee Records erschien 1955 „Promises, Promises“ und die Ballade „Strangers“.
Nach ihrem Wechsel zu Capitol Records veröffentlichte sie Songs wie „Temptation“, „Next Time“ und „Hangin' Around“. 1957 nahm sie für Capitol, begleitet von Billy May Orchestra, das Album Crazy in Love! auf. 1958 hatte Trudy Richards ein Engagement in Manhattans Nachtclub Le Cupidon. Nachdem ihr Erfolg in den 1960er-Jahren nachgelassen hatte, trat sie ab Ende der 1970er-Jahre als Trudy Richards Moreau wieder in New Yorker Nachtclubs auf. Nach der Veröffentlichung mehrerer Singles auf dem Label Musicor nahm sie 1984 unter Begleitung des Pianisten Dave McKenna das Album Two for the Music (Black Swan) auf; gefolgt von Manhattan Serenade (1989, mit Burt Collins, Frank Owens, Jay Leonhart, Grady Tate und Sammy Figueroa). Im Bereich des Jazz war sie zwischen 1949 und 1988 an 22 Aufnahmesessions beteiligt.